# Euphorbia nubigena
Euphorbia nubigena är en törelväxtart som beskrevs av Leslie Larry Charles Leach. Euphorbia nubigena ingår i släktet törlar, och familjen törelväxter.
Artens utbredningsområde är Angola.

## Underarter
Arten delas in i följande underarter:
- E. n. nubigena
- E. n. rutilans